# Ivan Brown
Ivan Brown   (comtat d'Essex, 17 d'abril de 1908 - Hartford, 22 de maig de 1963) va ser un pilot de bobsleigh estatunidenc que va competir durant la dècada de 1930.
El 1936 va prendre part en els Jocs Olímpics de Garmisch-Partenkirchen, on guanyà la medalla d'or en la prova de bobs a 2 formant parella amb Alan Washbond.
En el seu palmarès també destaquen tres campionats d'Amèrica del Nord (1935, 1938 i 1939) i tres de l'AAU (1934, 1938 i 1939).